# Alberico Evani
Alberico Evani (Massa, 1 januari 1963) is een voormalig Italiaans profvoetballer en voetbaltrainer.

## Clubcarrière
Evani kwam voort uit de jeugdopleiding van AC Milan, waar hij op veertienjarige leeftijd terecht was gekomen. Op 11 oktober 1981 maakte hij zijn debuut in de Serie A als linksback tegen Bologna. Vanwege een gokschandaal werd AC Milan een seizoen later teruggeplaatst naar de Serie B, waar Evani uitgroeide tot een vaste waarde binnen het elftal. Zijn rol op het veld was echter veranderd, Maldini was op de positie van linksback terechtgekomen en Evani speelde nu als linkermiddenvelder.
Eind jaren tachtig kende Evani met AC Milan een van de beste periodes uit de clubgeschiedenis en won hij onder andere het landskampioenschap (1987/88), tweemaal de Europacup I (1988/89 en 1989/90), twee Wereldbekers (1989 en 1990) en twee Europese Supercups (1989 en 1990). Evani scoorde in de laatste minuut van de extra tijd het winnende doelpunt tegen Atlético Nacional waardoor Milan de Wereldbeker won.
Met de komst van Fabio Capello als coach van AC Milan in 1991 verplaatste het spel van Evani zich naar het centrum van het middenveld. Ook op die positie won hij met zijn club nog tweemaal de Scudetto (1991/92 en 1992/93). Na dertien seizoenen verhuisde Evani in 1993 naar Sampdoria, waar hij nog vier jaar zou spelen en in 1994 de Coppa Italia won. In september 1997 stapte hij over naar Reggiana, dat uitkwam in de Serie B. In december vertrok hij echter alweer om vervolgens in de Serie C1 bij Carrarese zijn carrière af te sluiten.

## Interlandcarrière
Toen Arrigo Sacchi in 1991 de overstap maakte van AC Milan naar het nationale elftal van Italië, kreeg de inmiddels 28-jarige Evani ook een kans bij de Azzurri. Hij maakte zijn debuut op 28 december 1991 in de EK-kwalificatiewedstrijd tegen Cyprus, net als Dino Baggio (Internazionale) en Demetrio Albertini (AC Milan). In 1994 nam Evani deel aan het WK voetbal in de Verenigde Staten, waarbij Italië de finale bereikte. Deze werd ondanks een benutte penalty van Evani, na strafschoppen verloren van Brazilië. Daarnaast behoorde hij tot het olympisch elftal dat in 1988 deelnam aan het voetbaltoernooi op de Zomerspelen in Seoel. Daar verloor de ploeg van bondscoach Francesco Rocca van West-Duitsland in de strijd om de bronzen medaille.
| Interlands van Alberico Evani voor Italië | Interlands van Alberico Evani voor Italië | Interlands van Alberico Evani voor Italië | Interlands van Alberico Evani voor Italië | Interlands van Alberico Evani voor Italië | Interlands van Alberico Evani voor Italië |
| №                                         | Datum                                     | Wedstrijd                                 | Uitslag                                   | Competitie                                | Goals                                     |
| Als speler van AC Milan                   | Als speler van AC Milan                   | Als speler van AC Milan                   | Als speler van AC Milan                   | Als speler van AC Milan                   | Als speler van AC Milan                   |
| ----------------------------------------- | ----------------------------------------- | ----------------------------------------- | ----------------------------------------- | ----------------------------------------- | ----------------------------------------- |
| 1                                         | 24.02.1993                                | Italië – Cyprus                           | 2 – 0                                     | EK-kwalificatie                           | 0                                         |
| 2                                         | 19.02.1992                                | Italië – San Marino                       | 4 – 0                                     | Vriendschappelijk                         | 0                                         |
| 3                                         | 25.03.1992                                | Italië – Duitsland                        | 1 – 0                                     | Vriendschappelijk                         | 0                                         |
| 4                                         | 09.09.1992                                | Nederland – Italië                        | 2 – 3                                     | Vriendschappelijk                         | 0                                         |
| 5                                         | 14.10.1992                                | Italië – Zwitserland                      | 2 – 2                                     | WK-kwalificatie                           | 0                                         |
| 6                                         | 19.12.1992                                | Malta – Italië                            | 1 – 2                                     | WK-kwalificatie                           | 0                                         |
| Als speler van Sampdoria                  |                                           |                                           |                                           |                                           |                                           |
| 7                                         | 16.02.1994                                | Italië – Frankrijk                        | 0 – 1                                     | Vriendschappelijk                         | 0                                         |
| 8                                         | 23.03.1994                                | Duitsland – Italië                        | 2 – 1                                     | Vriendschappelijk                         | 0                                         |
| 9                                         | 27.05.1994                                | Italië – Finland                          | 2 – 0                                     | Vriendschappelijk                         | 0                                         |
| 10                                        | 03.06.1994                                | Italië – Zwitserland                      | 1 – 0                                     | Vriendschappelijk                         | 0                                         |
| 11                                        | 11.06.1994                                | Costa Rica – Italië                       | 0 – 1                                     | Vriendschappelijk                         | 0                                         |
| 12                                        | 18.06.1994                                | Italië – Ierland                          | 0 – 1                                     | WK-eindronde                              | 0                                         |
| 13                                        | 17.07.1994                                | Brazilië – Italië                         | 0 – 0                                     | WK-eindronde                              | 0                                         |
| 14                                        | 07.09.1994                                | Slovenië – Italië                         | 1 – 1                                     | EK-kwalificatie                           | 0                                         |
| 15                                        | 08.10.1994                                | Estland – Italië                          | 0 – 2                                     | EK-kwalificatie                           | 0                                         |

## Trainerscarrière
Evani werd in 2006 trainer van de jeugd van AC Milan. Al tijdens zijn eerste seizoen werd hij met zijn elftal kampioen van de beloften. Op 26 juni 2009 werd hij aangesteld als trainer van San Marino, dat uitkwam in de Lega Pro Seconda Divisione. Daar werd hij echter op 27 april 2010 ontslagen, ondanks het feit dat de club tweede stond in de competitie. Aan zijn ontslag zouden interne problemen ten grondslag liggen. In augustus 2010 werd hij aangesteld als trainer van Italië onder 18 jaar.

## Erelijst
AC Milan
- Serie A: 1987/88, 1991/92, 1992/93
- Serie B: 1980/81, 1982/83
- Supercoppa Italiana: 1988, 1992, 1993
- Europacup I: 1988/89, 1989/90
- Europese Supercup: 1989, 1990
- Wereldbeker: 1989, 1990

 Sampdoria
- Coppa Italia: 1994